# Roland Schmitz
Roland Schmitz (* 31. August 1959 in Kiel) ist ein deutscher Strafrechtsprofessor mit Schwerpunkt Wirtschafts- und Steuerstrafrecht. Zurzeit ist er Lehrstuhlinhaber an der Universität Osnabrück und geschäftsführender Direktor des Instituts für Wirtschaftsstrafrecht der Universität Osnabrück.

## Leben
Schmitz studierte Rechtswissenschaft in Kiel und promovierte dort 1991 zum Dr. jur. Von 1988 bis 1990 war er Wissenschaftlicher Mitarbeiter am ehemaligen Institut für Umweltschutz-, Wirtschafts- und Steuerstrafrecht der Universität Kiel bei Erich Samson. Zwischen 1990 und 1992 absolvierte er das Referendariat im Bezirk des OLG Schleswig.
Von 1993 bis 1998 war er wissenschaftlicher Assistent bei Erich Samson. 1998 erfolgte die Habilitation für die Gebiete Strafrecht und Strafprozessrecht. Ab 1999 war Roland Schmitz Oberassistent bei Samson. Schmitz erhielt 1999 einen Ruf an die Europa-Universität Viadrina in Frankfurt (Oder). Er vertrat dort im Wintersemester 1999/2000 einen Lehrstuhl und wurde schließlich 2000 zum Universitätsprofessor ernannt. Im selben Jahr erfolgte eine Berufung auf den Lehrstuhl für Strafrecht, Strafprozessrecht und Nebengebiete an der Universität Bayreuth. Dort wurde er im Wintersemester 2000/2001 zum Universitätsprofessor ernannt.
Im Jahre 2009 folgte schließlich ein Ruf an die Universität Osnabrück. Hier wurde er am 1. April 2010 zum Universitätsprofessor ernannt.
Darüber hinaus ist Schmitz seit 1993 Schriftleiter der wistra – Zeitschrift für Wirtschafts- und Steuerstrafrecht.

## Werke (Auswahl)
- Promotionsschrift: Verwaltungshandeln und Strafrecht – Zur Verwaltungsakzessorität des Umweltstrafrechts, C.F. Müller, Heidelberg 1992.
- Unrecht und Zeit – Unrechtsqualifizierung durch zeitlich gestreckte Rechtsgutverletzung, Nomos, Baden-Baden 2001.
- Kommentierung der §§ 1–2 StGB in: Münchener Kommentar zum Strafgesetzbuch, hrsg. von W. Joecks und K. Miebach, Band 1, C. H. Beck, München 2003.
- Kommentierung der §§ 242–245 StGB in: Münchener Kommentar zum Strafgesetzbuch, hrsg. von W. Joecks und K. Miebach, Band 3, C. H. Beck, München 2003.